# 幸せのみつけ方
『幸せのみつけ方』（原題：When You Grow Up）は、アメリカ合衆国のシンガーソングライター、プリシラ・アーンが2011年に発表した2作目のスタジオ・アルバム。日本で先行発売された。

## 背景
ライアン・アダムス、キングス・オブ・レオン、クラウデッド・ハウス等の作品を手がけてきたイーサン・ジョンズが、プロデュース及び演奏に貢献した。日本盤ボーナス・トラックの「カントリー・ロード」は、映画『耳をすませば』に基づく日本語詞で歌われており、アーン自身は「完璧な日本語で歌いたい」という思いから、何度もデモ・テープを日本へ送って発音を正したという。

## 反響・評価
母国アメリカでは、総合アルバム・チャートのBillboard 200入りは果たせなかったが、『ビルボード』のトップ・ヒートシーカーズでは11位に達した。日本では、2011年5月16日付のオリコンチャートで最高193位を記録した。
Andrew Leaheyはオールミュージックにおいて5点満点中3.5点を付け「ここではアコースティック・ギターがたっぷり使用されたのと同様、ピアノが柔和に跳ねる音も盛り込まれているが、何よりアーンのボーカルに焦点が当てられている」「アーンがインディー・ポップ、トーチ・ソング、ノラ・ジョーンズ的なスタイルのジャズに手を染めた2008年のデビュー作と比べて、よりパーソナルに感じられる」と評している。

## 収録曲
特記なき楽曲はプリシラ・アーン作。
1. 幸せのみつけ方 - "When You Grow Up" (Priscilla Ahn, Jake Blanton) - 3:02
2. 誓い - "One Day I Will Do" - 4:16
3. ウ・ラ・ラ（あらまぁ…） - "Oo La La" (P. Ahn, Eleni Mandell) - 3:13
4. ヴァイブ・ソー・ホット - "Vibe So Hot" (Benji Hughes) - 2:25
5. シティ・ライト（プリティ・ライト） - "City Lights (Pretty Lights)" (P. Ahn, Inara George) - 3:23
6. 恋する時間 - "I Don't Have Time to Be in Love" (P. Ahn, Charlie Wadhams) - 3:26
7. クライ・ベイビー - "Cry Baby" - 3:14
8. ロスト・コーズ - "Lost Cause" - 4:09
9. エンプティ・ハウス - "Empty House" - 4:26
10. ゲット・オーヴァー・ユー - "I Will Get Over You" (P. Ahn, Sia Furler) - 3:42
11. エルフ・ソング〜妖精の歌 - "Elf Song" - 4:16
12. トーチ・ソング - "Torch Song" - 5:25

### 日本盤ボーナス・トラック
1. ラヴ - "Love" (John Lennon) - 2:34
2. カントリー・ロード（日本語Ver./アコースティック〜『耳をすませば』より） - "Take Me Home, Country Roads (Acoustic)" (John Denver, Bill Danoff, Catherine Danoff/Japanese Lyrics: Mamiko Suzuki, Hayao Miyazaki) - 2:50

## 参加ミュージシャン
- プリシラ・アーン - ボーカル、ギター、オムニコード、メロトロン、カシオ・キーボード、スタイロフォン、オートハープ、ピアノ、ストリングス・シンセサイザー、サウンド・エフェクト、チャンバリン、トイ・ピアノ、パンプ・オルガン、バンジョー、マークソフォン
- イーサン・ジョンズ（英語版） - サウンド・エフェクト、パンプ・オルガン、メロトロン、ループ、パーカッション、ギター、ドラムス、ストンプ、バス・ハーモニカ、オプティガン
- ジョン・ウッド - ピアノ、エレクトリックピアノ、チェレステ
- ガス・セイファート - モーグ・シンセサイザー、サウンド・エフェクト、カシオ・キーボード、ギター、ラップ・スティール、アコースティック・ベース
- サム・ディクスン - ベース
- ジェレミー・ステーシー - ドラムス
- ドミニク・モンクス - ストンプ、サウンド・エフェクト
- ルーシー・ウィルキンス - 1stヴァイオリン
- カリーナ・デ・ラ・メア - 2ndヴァイオリン
- ヴィンセント・グリーン - ヴィオラ
- ヘレン・ラスボーン - チェロ
- マイケル・バークレー・グリーン - バックグラウンド・ボーカル
- チャーリー・ワダムス - バックグラウンド・ボーカル
- マイケル・アンドリュース - ピアノ、キーボード、ギター (on #13)
- アミール・ヤグマイ - ヴァイオリン、ミュージックソー (on #13)
- ロバート・ウォルター - ピアノ (on #14)